# Перегрьобинське сільське поселення
Перегрьо́бинське сільське поселення (рос. Перегрёбинское сельское поселение) — сільське поселення у складі Октябрського району Ханти-Мансійського автономного округу Тюменської області Росії.
Адміністративний центр — село Перегрьобне.
Населення сільського поселення становить 3649 осіб (2017; 4129 у 2010, 4015 у 2002).
Станом на 2002 рік існували Нижньонарикарська сільська рада (присілки Верхні Нарикари, Нижні Нарикари) та Перегрьобинське сільська рада (село Перегрьобне, присілок Чемаші).

## Склад
До складу сільського поселення входять:
| Населений пункт           | Населення, осіб (2002) | Населення, осіб (2010) |
| ------------------------- | ---------------------- | ---------------------- |
| Верхні Нарикари, присілок | 14                     | 10                     |
| Нижні Нарикари, присілок  | 607                    | 526                    |
| Перегрьобне, село         | 2890                   | 3176                   |
| Чемаші, присілок          | 504                    | 417                    |